# Jurgen Bey

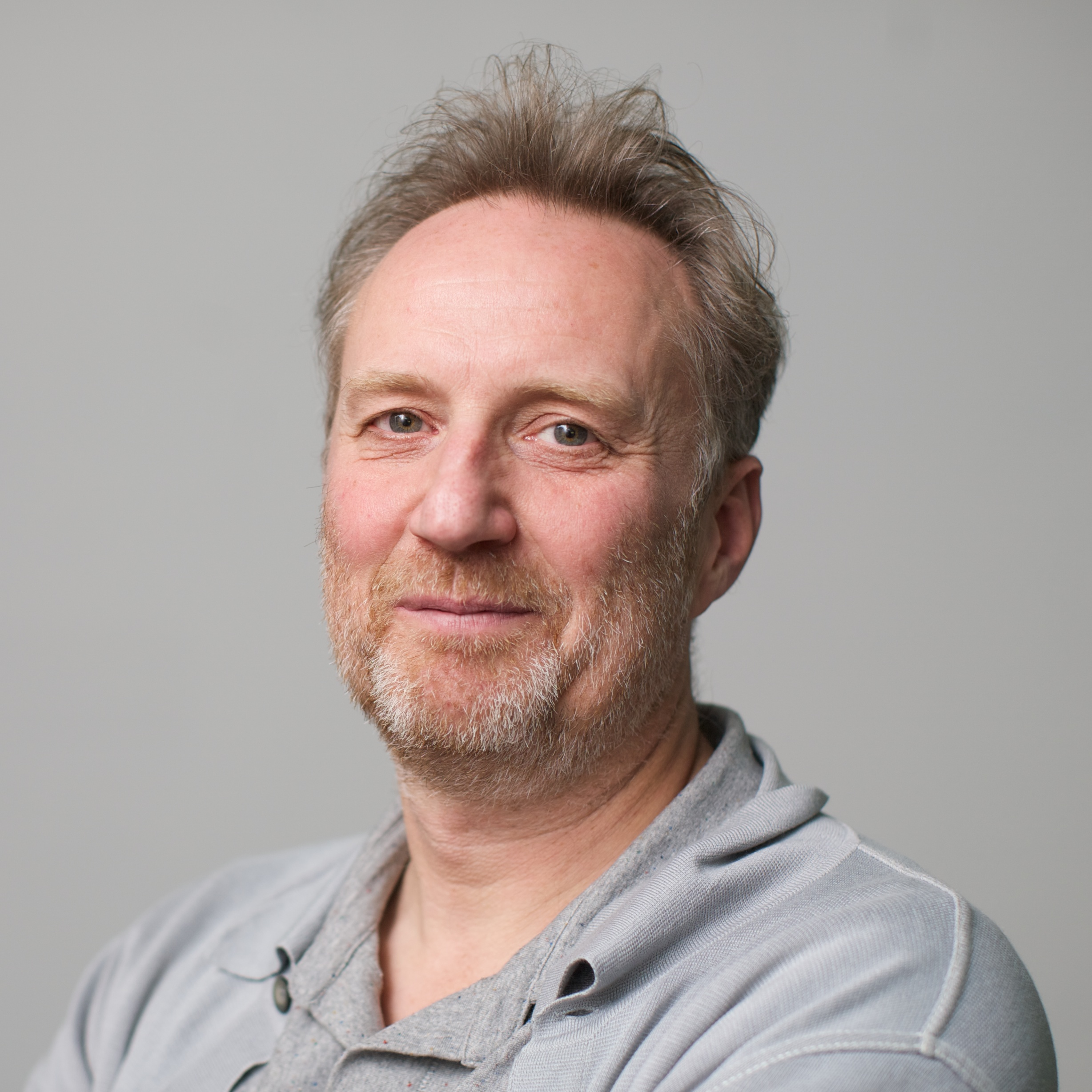
Jurgen Bey

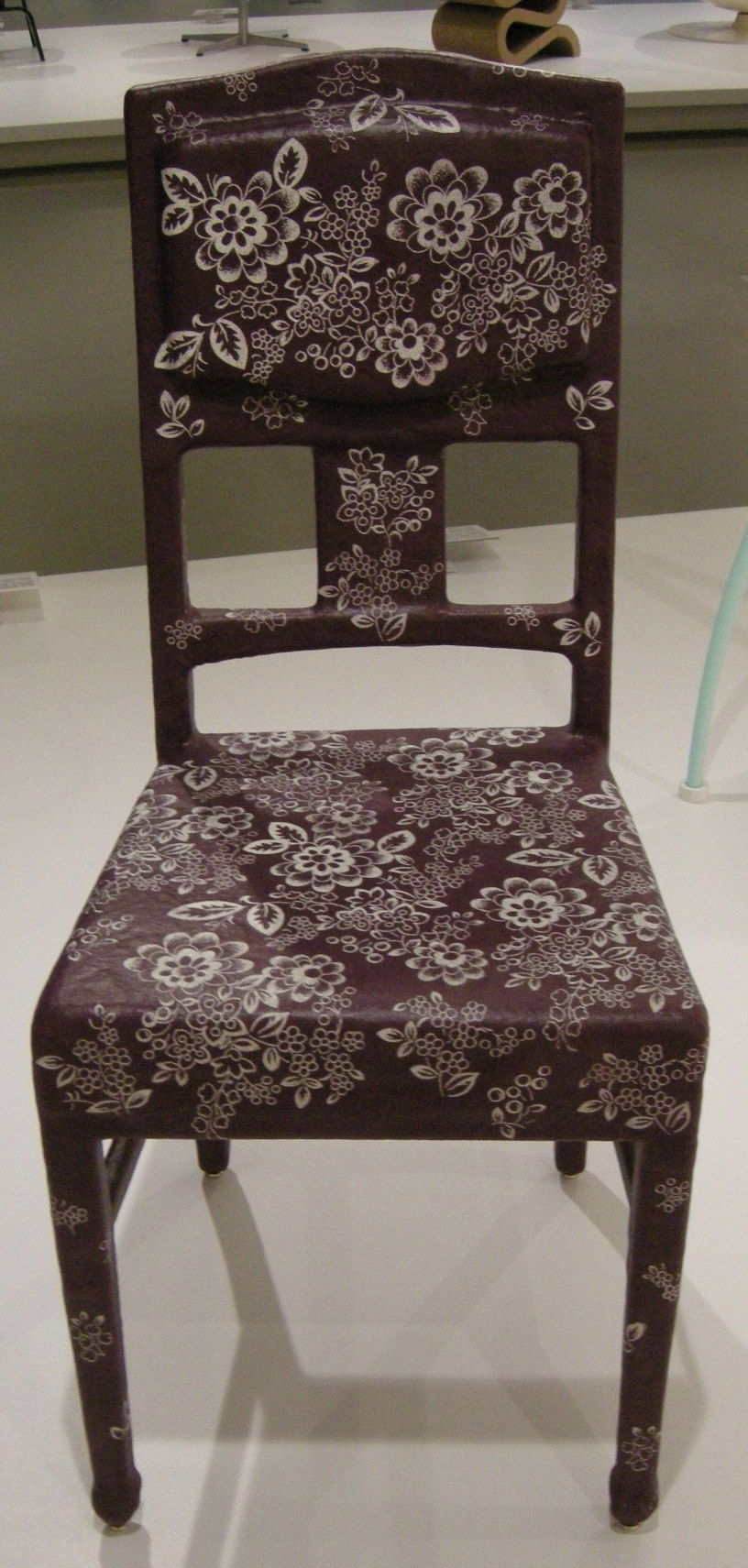
De St. Petersburg Chair, ontwerp Jurgen Bey voor Droog Design, 2003

Jurgen Bey (Soest, 1965) is een Nederlands productontwerper.

## Levensloop
Van 1984 tot en met 1989 Bey studeerde aan de Academie voor Industriële Vormgeving in Eindhoven. Van 1998 tot en met 2004 gaf hij daar op verschillende afdelingen ook les en van 2004 tot en met 2005 was hij het interim-hoofd van de afdeling Man and Living.

## Werk
Bey’s werk bestaat uit het ontwerpen van producten, meubels, interieurs en inrichten van de publieke ruimte. Het werk wordt geproduceerd bij zijn studio, of door  bedrijven zoals Droog, Koninklijke Tichelaar Makkum, Moooi en Prooff.
In 2002 richtte Bey samen met architect Rianne Makkink Studio Makkink & Bey op. Hij won met Studio Makkink & Bey meerdere prijzen, zoals van het Prins Bernhard Cultuurfonds in 2005 en de Woonbeurspin in 2008.
Producten en installaties van Jurgen Bey en Rianne Makkink zijn onder andere opgenomen in de collectie van het Centraal Museum in Utrecht. Zoals de Kokontafel/stoel van Jurgen Bey en Jan Konings uit 1997, de Treetrunk Bench van Jurgen uit 1999 en de EarChair van Rianne en Jurgen uit 2003.
Sinds september 2010 is Bey ook directeur van het Sandberg Instituut in Amsterdam, de masteropleiding van de Gerrit Rietveld Academie. In 2014 is hij benoemd tot lid van de Akademie van Kunsten.